# Subdivisões do Quénia

Províncias do Quênia

As subdivisões do Quênia, ao longo de sua história, passaram por diversas mudanças administrativas, especialmente após a promulgação da nova Constituição de 2010 e as eleições de 2013, que reformaram significativamente a estrutura territorial do país. Anteriormente, o Quênia estava dividido em 8 províncias:
1. Central;
2. Costa;
3. Oriental;
4. Área de Nairobi;
5. Nordeste;
6. Nyanza;
7. Vale do Rift;
8. Ocidental.

Essas províncias subdividiam-se entre distritos, divisões, localidades e administrações locais. Em 2013, o sistema de províncias foi extinto, e o país adotou uma estrutura de condados que visa descentralizar o governo e aproximar a administração dos cidadãos. O Quênia passou a ser dividido em 47 condados, cada um com autonomia e capacidade de eleger seus próprios líderes locais. Esses condados subdividem-se em sub-condados e wards (também conhecidos como subdistrito ou zona eleitoral).